# Markowa (Powiat Łańcucki)
Markowa ist ein Dorf im Powiat Łańcucki der Woiwodschaft Karpatenvorland in Polen. Es ist Sitz der gleichnamigen Landgemeinde mit etwa 6500 Einwohnern.

## Geschichte
Aus dem Neolithikum stammt das Grab im Hügel der Schnurkeramische Kultur.

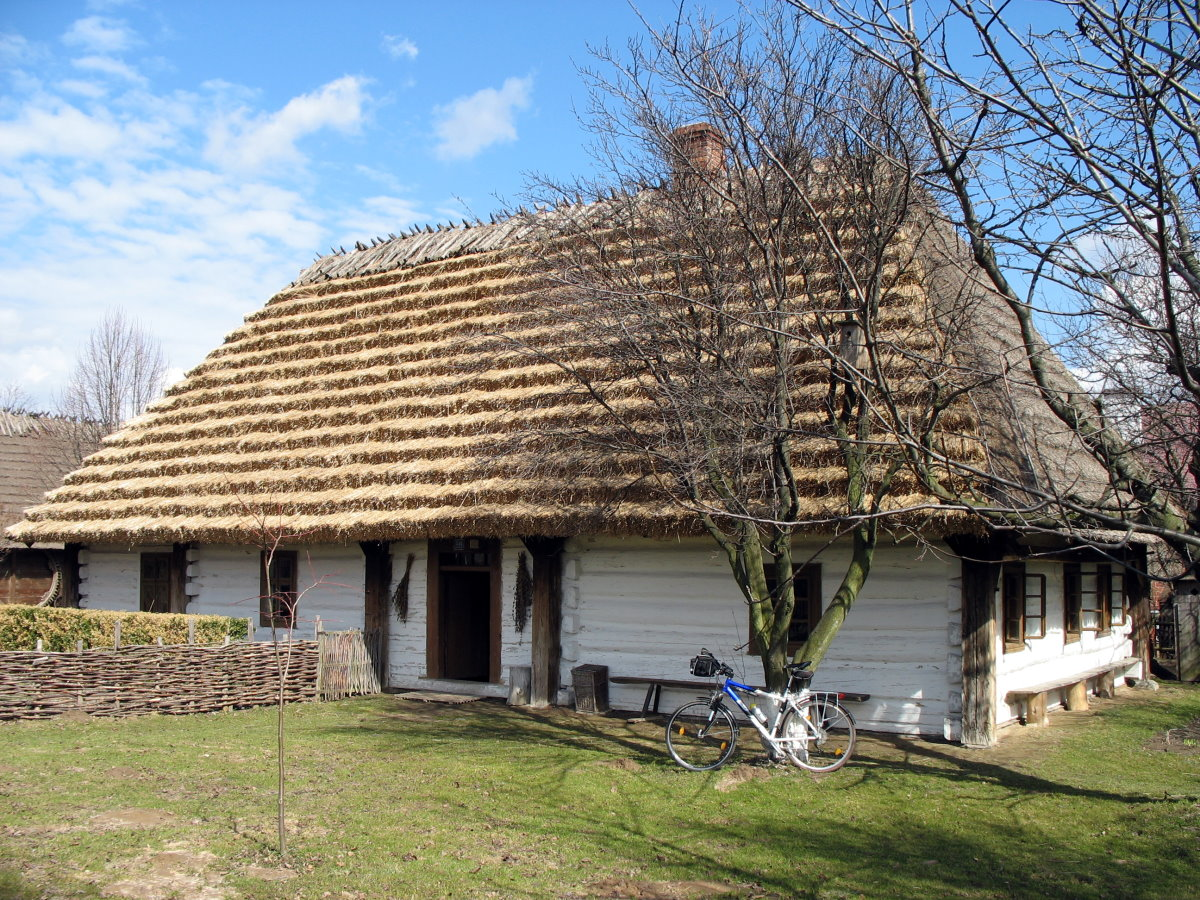
Markowa, Museum der Volksbauweise, typisch für die Region sind die einzigartigen Umgebindehäuser, die von der Weberei des 16. bis 19. Jahrhunderts zeugen

Markowa wurde im Spätmittelalter von Deutschen besiedelt und erstmals 1384 als Markenhow schriftlich erwähnt, das manchmal als das Suffix -hof entziffert wurde, jedoch später folgten die Erwähnungen der Rodungsnamen Markinhaw (1437) und Marckenhaw(e) (1465). Die deutschsprachige Bevölkerung hielt sich bis ins 17. Jahrhundert (neben Albigowa und Kraczkowa) und wurde von den Polen als Głuszy Niemcy (siehe Walddeutsche) bezeichnet. Bis zum 18. Jahrhundert erfolgte die Polonisierung der Nachkommen der deutschen Siedler und verstärkte so die polnisch-katholische Bevölkerung im polnisch-ruthenischen Grenzbereich. Wahrscheinlich im Jahr 1794 besuchte der Priester Franciszek Siarczyński das Dorf Markowa bei Łańcut und berichtete, dass die Einwohner noch einige deutschsprachige Osterlieder kannten und diese erläutern konnten.

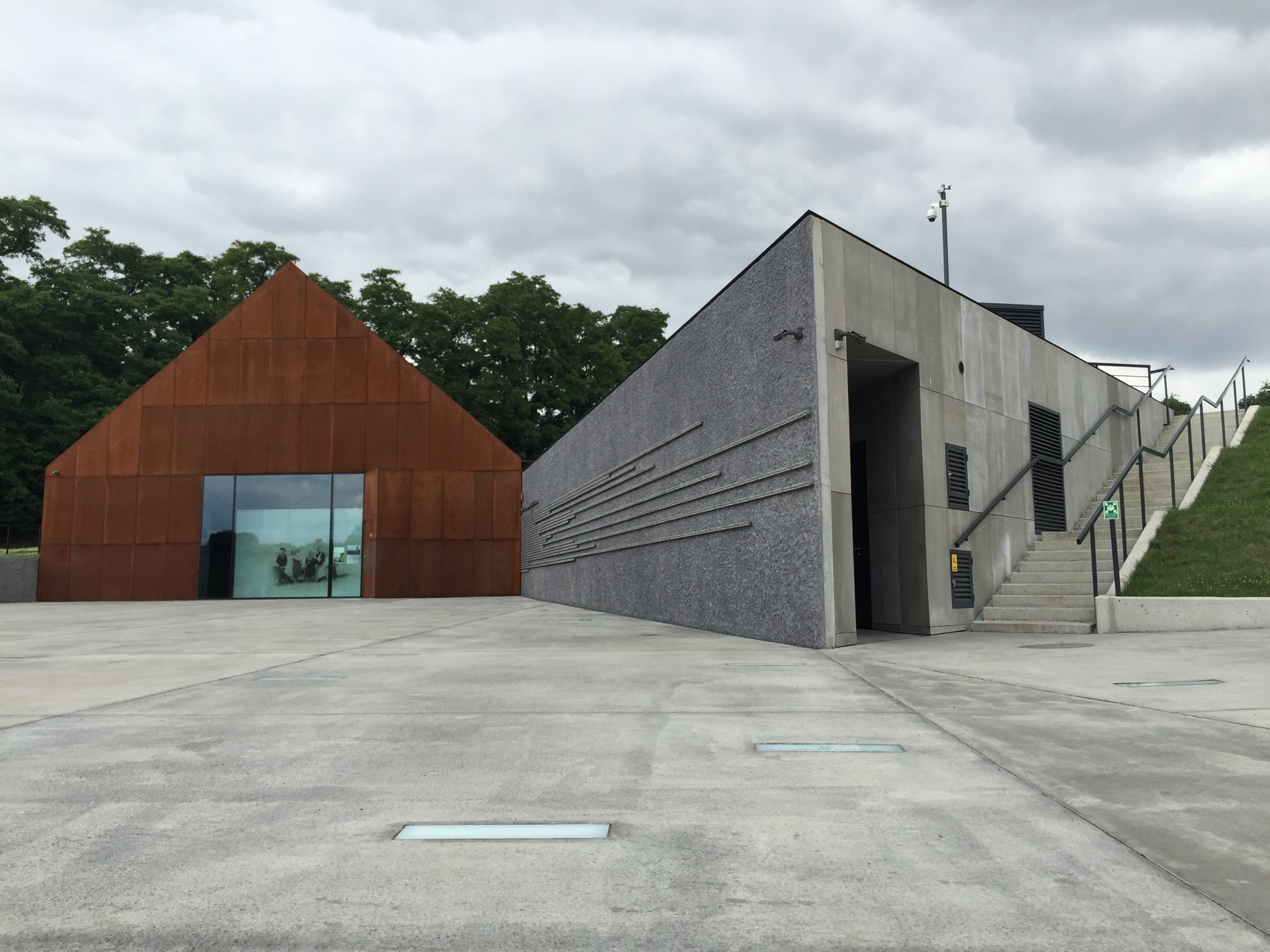
Museum der Polen, die Juden gerettet haben

Das Dorf gehörte zunächst zum Königreich Polen, Woiwodschaft Ruthenien, Przemyśler Land. Bei der Ersten Teilung Polens kam Markowa 1772 zum neuen Königreich Galizien und Lodomerien des habsburgischen Kaiserreichs (ab 1804). Nach der Aufhebung der Patrimonialherrschaft mit Leibeigenschaft bildete es eine Gemeinde im Bezirk und Gerichtsbezirk Przeworsk.
1918, nach dem Ende des Ersten Weltkriegs und dem Zusammenbruch der k.u.k. Monarchie, kam der Ort zu Polen. Unterbrochen wurde dies nur durch die Besetzung Polens durch die Wehrmacht im Zweiten Weltkrieg. 1927 wurde der Politiker Józef Tejchma in Markowa geboren.
Von 1975 bis 1998 gehörte das Dorf zur Woiwodschaft Rzeszów.
In Markowa wurde 2016 das Museum „Museum für die Polen, die während des Zweiten Weltkriegs Juden gerettet haben, benannt nach der Familie Ulma in Markowa“ eröffnet. Es erinnert an ein während der Deutschen Besetzung Polens 1939–1945 von einem Trupp unter der Leitung von Eilert Dieken begangenes Massaker.

## Gemeinde
Die Landgemeinde hat eine Flächenausdehnung von 68,5 km²und gliedert sich in drei Dörfer mit Schulzenämtern.

## Belege
1. ↑  (polnisch, abgerufen am 1. März 2013)
2. ↑  Franciszek Kotula. Pochodzenie domów przysłupowych w Rzeszowskiem. "Kwartalnik Historii Kultury Materialnej" Jahr. V., Nr. 3/4, 1957, S. 557
3. ↑  Tadeusz Szylar: Markowa wieś spółdzielcza [in:] Z dziejów wsi Markowa. (Red.) Janusz Półćwiartek. Rzeszów. 1993. S. 211–241.
4. ↑  Wojciech Blajer, Uwagi o stanie badań nad enklawami średniowiecznego osadnictwa niemieckiego między Wisłoką i Sanem [Bemerkungen zum Stand der Forschungen über die Enklaven der mittelalterlichen deutschen Besiedlung zwischen Wisłoka und San], [in:] Późne średniowiecze w Karpatach polskich, Rzeszów 2007, S. 60.
5. ↑  Dz.U. 1975 nr 17 poz. 92 (polnisch) (PDF; 802 kB)
6. ↑   Joseph Croitoru: War die heldenhafte Familie Ulma etwa typisch?  in: FAZ, 9. April 2016